# Up in Smoke
Up in Smoke is de eerste speelfilm van het Amerikaanse komische duo Cheech & Chong. De stonerfilm werd uitgebracht in 1978 en geregisseerd door Lou Adler. 

## Verhaal
Anthony en Pedro (Cheech en Chong) ontmoeten elkaar en besluiten een band op te richten. Zonder het te weten rijden ze rond in een bestelbusje dat gemaakt is van marihuana terwijl de politie ze op de hielen zit en ze grote moeite doen om dope te vinden. Het eerste concert wordt een groot succes als het busje vlam vat en de rook door de luchtverversingsinstallatie naar binnen wordt geblazen waardoor de aanwezigen in de concertzaal stoned worden.

## Rolverdeling
| Acteur              | Personage            |
| ------------------- | -------------------- |
| Cheech Marin        | Pedro De Pacas       |
| Tommy Chong         | Anthony "Man" Stoner |
| Strother Martin     | Arnold Stoner        |
| Edie Adams          | Tempest Stoner       |
| Stacy Keach         | Sergeant Stedenko    |
| Tom Skerritt        | Strawberry           |
| David Nelson        | portier              |
| Kurt Kaufman        | portier              |
| Rodney Bingenheimer | zichzelf             |
| Mills Watson        | politieagent Harry   |